# 第75回天皇杯・第66回皇后杯 全日本総合バスケットボール選手権大会
第75回天皇杯・第66回皇后杯 全日本総合バスケットボール選手権大会（だい75かいてんのうはい・だい66かいこうごうはい ぜんにほんそうごうバスケットボールせんしゅけんたいかい）は、2000年1月2日から10日まで開催された全日本総合バスケットボール選手権大会である。

## 出場チーム

### 男子
JBL
- 三菱電機（JBL1）
- トヨタ自動車（JBL2）
- 大和證券（JBL3）
- 愛知機械（JBL4）
- いすゞ自動車（JBL5）
- 東芝（JBL6）

- 日立大阪（JBL7）
- アイシン精機（JBL8）
- 日立本社（JBL9）
- 松下電器（JBL10）
- ゼクセル（JBL11）
- デンソー（JBL12）

学生
- 日本体育大学（1位）
- 拓殖大学（2位）
- 中央大学（3位）
- 同志社大学（4位）

- 愛知学泉大学（5位）
- 専修大学（6位）
- 京都産業大学（7位）
- 明治大学（8位）

地方ブロック
- 宮田自動車（北海道）
- 仙台大学（東北）
- 佐田クラブ（関東）
- 北陸電力（北信越）
- オーエスジー（東海）

- 春日野クラブB（近畿）
- ファイサンズ岡山（中国）
- 徳島クラブ（四国）
- 大米建設クラブ（九州）

### 女子
WJBL
- シャンソン化粧品（WJBL1）
- ジャパンエナジー（WJBL2）
- トヨタ自動車（WJBL3）
- デンソー（WJBL4）
- 三菱電機（WJBL5）
- 日立戸塚（WJBL6）

- 三洋電機（WJBL7）
- 三井生命（WJBL8）
- 富士通（WJBL9）
- 第一勧業銀行（WJBL10）
- 甲府（WJBL11）
- 日立那珂（WJBL12）

学生
- 愛知学泉大学（1位）
- 日本体育大学（2位）
- 大阪体育大学（3位）
- 筑波大学（4位）

- 専修大学（5位）
- 武庫川女子大学（6位）
- 大阪薫英女子短期大学（7位）
- 松蔭女子短期大学（8位）

地方ブロック
- With Spirits（北海道）
- 東北電力（東北）
- 玉川大学（関東）
- 富山クラブ（北信越）
- アイシンエイ・ダブリュ（東海）

- ユニチカ（近畿）
- 徳山大学（中国）
- RINGS（四国）
- 鶴屋百貨店（九州）

## 試合結果

### 男子
1回戦
- ゼクセル　102-66　北陸電力
- 中央大学　93-67　宮田自動車
- いすゞ自動車　106-54　愛知学泉大学
- 日立大阪　107-60　明治大学
- 拓殖大学　95-63　徳島クラブ
- 松下電器　119-93　仙台大学
- 愛知機械　91-63　京都産業大学
- オーエスジー　102-42　同志社大学
- 日本体育大学　93-52　佐田クラブ
- アイシン精機　110-36　大米建設クラブ

2回戦
- 三菱電機　100-75　ゼクセル
- いすゞ自動車　101-56　中央大学
- 日立大阪　111-71　拓殖大学
- 松下電器　71-58　大和證券
- オーエスジー　69-51　愛知機械
- アイシン精機　83-58　日本体育大学
- 東芝　83-54　デンソー
- トヨタ自動車　79-59　日立本社

準々決勝
- 三菱電機　81-63　いすゞ自動車
- 松下電器　90-42　日立大阪
- アイシン精機　63-60　オーエスジー
- 東芝　67-63　トヨタ自動車

準決勝
- アイシン精機 54 - 67 東芝

- 三菱電機 63 - 50 松下電器

決勝
- 東芝 71 - 61 三菱電機

### 女子
1回戦
- 大阪薫英女子短期大学　76-34　With Spirits
- 富士通　91-50　大阪体育大学
- 三菱電機　75-36　専修大学
- ユニチカ　82-63　日本体育大学
- 三洋電機　54-34　アイシン・エイ・ダブリュ
- 甲府　56-39　東北電力
- 愛知学泉大学　93-52　徳山大学
- 日立那珂　56-44　玉川大学
- 三井生命　111-38　RINGS
- デンソー　69-50　樟蔭東女子短期大学
- 日立戸塚　78-59　鶴屋百貨店
- 第一勧業銀行　88-51　筑波大学
- 富山クラブ　70-60　武庫川女子大学

2回戦
- シャンソン化粧品　117-53　大阪薫英女子短期大学
- 三菱電機　76-50　富士通
- ユニチカ　70-39　三洋電機
- トヨタ自動車　86-51　甲府
- 愛知学泉大学　57-33　日立那珂
- デンソー　78-60　三井生命
- 第一勧業銀行　63-52　日立戸塚
- ジャパンエナジー　109-54　富山クラブ

準々決勝
- シャンソン化粧品　84-63　三菱電機
- トヨタ自動車　45-44　ユニチカ
- デンソー　58-42　愛知学泉大学
- ジャパンエナジー　81-63　第一勧業銀行

準決勝
- シャンソン化粧品 93 - 68 トヨタ自動車

- デンソー 65 - 89 ジャパンエナジー

決勝
- シャンソン化粧品 74 - 72 ジャパンエナジー

## 大会ベスト5

### 男子
- 北卓也（東芝№7・初受賞）
- スティーブ・バード（東芝№9・初受賞）
- 沖田眞（三菱電機№12・初受賞）
- 古田悟（三菱電機№15・3年ぶり2回目）
- ラリー・ルイス（三菱電機№8・3年ぶり2回目）

### 女子
- 三木聖美（シャンソン化粧品№13・初受賞）
- 加藤貴子（シャンソン化粧品№5・2年ぶり5回目）
- 永田睦子（シャンソン化粧品№9・2年連続3回目）
- 大山妙子（ジャパンエナジー№6・3年連続6回目）
- 濱口典子（ジャパンエナジー№15・5年連続5回目）